# Mormon Pioneer Memorial Monument

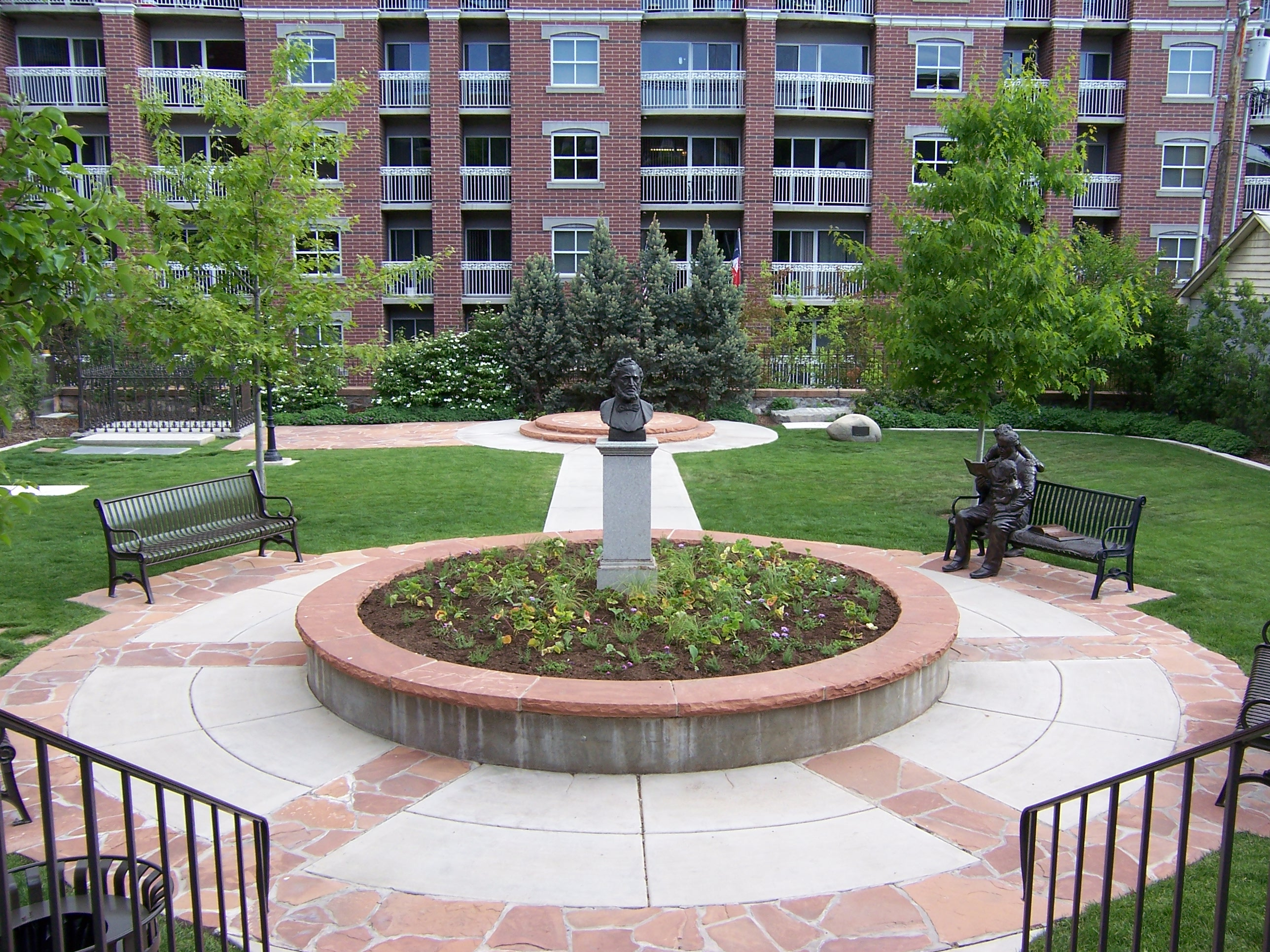
L'entrée du mémorial

Le Mormon Pioneer Memorial Monument (le « Monument commémoratif des pionniers mormons »), également connu sous le nom de Brigham Young Cemetery (le « cimetière Brigham Young »), est un cimetière privé et un mémorial. Il est dédié à la mémoire de plus de 6 000 pionniers mormons qui sont décédés lors de leur voyage de l'Illinois à l'Utah ainsi qu'à d'autres endroits du monde de 1847 à 1869. C'est le lieu de sépulture de onze personnes dont Brigham Young ainsi que de son épouse légale non plurale, Mary Ann Angell (en).

## Annexe